# Vladímir Vysotski (almirante)
Vladímir Serguéyevich Vysotski (en ruso: Влади́мир Серге́евич Высо́цкий, en ucraniano: Володимир Сергійович Висоцький; Komarno,18 de agosto de 1954 - Moscú, 5 de febrero de 2021) fue un almirante ruso y comandante de la Flota del Norte de Rusia. El 12 de septiembre de 2007, Vysotski fue nombrado Comandante en jefe de la Armada rusa, sucediendo a Vladimir Masorin, quien se retiró a los sesenta años el mismo día.

## Biografía
Vysotski nació en Komarno, Óblast de Leópolis, República Socialista Soviética de Ucrania. Se unió a la Armada y se graduó de la Escuela Naval Superior del Mar Negro PS Najimov en Sebastopol en 1976. Fue destinado a la Flota del Pacífico, donde sirvió a bordo de patrulleras, fragatas y el crucero clase Sverdlov Almirante Senyavin. En 1982, Vysotski completó los cursos de oficiales avanzados y fue nombrado oficial ejecutivo del portaaviones soviético.
En 1990, Vysotski se graduó con la medalla de oro de la Academia Naval NG Kuznetsov y fue designado oficial al mando del portaaviones soviético. Posteriormente, comandó un escuadrón de barcos de misiles de la Flota del Pacífico. En 1999 se graduó con la Medalla de Oro de la Academia del Estado Mayor y fue nombrado jefe de Estado Mayor y luego Comandante de la Flotilla de superficie de las fuerzas combinadas de la Flota del Norte. En 2004 fue nombrado jefe de Estado Mayor de la Flota del Báltico. En 2005 fue nombrado Comandante de la Flota del Norte y en 2007 Comandante en Jefe de la Armada rusa. En mayo de 2012 fue sucedido como comandante en jefe por el almirante Viktor Chirkov.
Vysotski estaba casado y tenía dos hijos. Falleció en febrero de 2021 a los sesenta y siete años a causa de una insuficiencia cardiaca.

## Honores y premios
- Orden al Mérito por la Patria, 4.ª clase con espadas (1 de octubre de 2008)
- Orden al Mérito Militar
- Orden del servicio a la patria en las Fuerzas Armadas de la URSS, 3.ª clase
- Medalla Conmemorativa del 300.º Aniversario de la Armada de Rusia
- Medalla del 60.º Aniversario de las Fuerzas Armadas de la URSS
- Medalla del 70.º Aniversario de las Fuerzas Armadas de la URSS
- Medalla al Valor Militar